# Harpethrix plana
Harpethrix plana är en mångfotingart som beskrevs av Carl Graf Attems 1928. Harpethrix plana ingår i släktet Harpethrix och familjen Dalodesmidae. Inga underarter finns listade i Catalogue of Life.